# Алькінська сільська рада
А́лькінська сільська рада (рос. Алькинский сельский совет) — муніципальне утворення у складі Салаватського району Башкортостану, Росія. Адміністративний центр — село Алькіно.

## Населення
Населення — 1215 осіб (2019, 1374 в 2010, 1492 в 2002).

## Склад
До складу поселення входять такі населені пункти:
| Населений пункт          | Населення, осіб (2002) | Населення, осіб (2010) |
| ------------------------ | ---------------------- | ---------------------- |
| Алькіно, село            | 533                    | 488                    |
| Ідрісово, присілок       | 188                    | 151                    |
| Нові Каратавли, присілок | 354                    | 364                    |
| Юлаєво, присілок         | 140                    | 123                    |
| Юнусово, присілок        | 277                    | 248                    |